# 1.º Escuadrón de la RAF (Reino Unido)
El 1.º Escuadrón (F) (del inglés, fighter, "lucha o luchador") es un escuadrón de la Real Fuerza Aérea británica.  Opera el Eurofighter Typhoon desde 2012.
El mote del escuadrón fue In ómnibus princeps (del latín, primero en todas las cosas), apropiadas por los escuadrones más antiguos de la RAF. La N.º 1 ha estado implicada en prácticamente cada una de las principales operaciones militares británicas de la Primera Guerra Mundial. También actuó en la Segunda Guerra Mundial, la guerra del Sinaí, la guerra de las Malvinas, la guerra del Golfo, la guerra de Kosovo, la Operación Telic (Irak).

## Historia

### 1878 a 1918
El escuadrón N.º 1 se origina cuando su predecesor, la Compañía N.º 1 de Globos aerostáticos (Reino Unido), formaba parte del Arsenal Real, Woolwich, como la parte de la Sección de Globos Aerostáticos. El 1 de abril de 1911 fue creado el Batallón de Aire del Cuerpo de Ingenieros Reales. Ese batallón se constituyó, al principio, de dos compañías: la N.º 1 tuvo la responsabilidad del control de los vuelos ligeros. El primer Comandante fue el capitán E. M. Maitland
El 13 de mayo de 1912, con el nacimiento del Real Cuerpo Aéreo, la Compañía N.º 1 del Batallón de Aire fue redesignado como la Escuadrón N.º 1, Real Cuerpo Aéreo. El escuadrón N.º 1 fue uno de los tres escuadrones formados para el Real Cuerpo Aéreo. Maitland continuó como el Comandante del nuevo escuadrón, siendo ascendido a Mayor unos días después del establecimiento del mismo. El 1 de mayo de 1914, el Comandante Charles Longcroft fue designado como el nuevo Comandante del escuadrón. Aparte de unas semanas como un supernumerario, en agosto y septiembre de 1914, hasta enero de 1915. Es así que en mayo, las aeronaves del escuadrón fueron entregadas a la Marina porque se había decidido que fuera ella quien asumiera toda la actividad de las mismas.
El escuadrón fue reformado como un escuadrón de aviones en agosto de 1914, y equipada con aviones Avro 504 y B E.8 de la Industria Real de Aviones, trasladándose a Francia el 7 de marzo de 1915, para su participación en la Primera Guerra Mundial. Sus principales objetivos fueron de reconocimiento, con aviones de combate de un solo asiento con propósitos de escolta. Poseía aviones Morane-Saulnier L para el reconocimiento, hasta que el 1 de enero de 1917 se convertiría definitivamente en una escuadrilla de combate, volando aviones Nieuport 17 y Nieuport 27.
En enero de 1918, los obsoletos Nieuports fueron substituidos por aviones más modernos: los S.E.5 de la Industria Real de Aviones. El 1 de abril de ese año, el escuadrón se incorporó a la RAF, manteniendo su numeración.
El escuadrón N.º 1 tuvo entre sus filas nada menos que 31 ases de la  aviación. Se puede mencionar a: Philip Fullard, Percy Jack Clayson, William Charles Campbell, Louis Fleeming Jenkin, Tom Hazell, Harold Albert Kullberg, Gordon Olley, Robert A. Birkbeck, Guy Borthwick Moore, William Wendell Rogers, Charles Lavers, William Rooper, Edwin Cole, Quintin Brand, Eustace Grenfell, Harry Rigby y Francis Magoun.

### Entre guerras
El escuadrón retornó al Reino Unido desde Francia en marzo de 1919, y formalmente fue disuelto el 20 de enero de 1920. Sin embargo, al día siguiente fue reasignado para establecerse en Risalpur en el Noroeste de la India Británica(ahora la parte de Pakistán), volando aviones Sopwith 7F.1 Snipe. En mayo de 1921, fue movido a la ciudad de Hinaidi, cercano a Bagdad, Irak, para realizar tareas de policía, conservando sus aviones Snipe., aunque también recibió un motor Bristol Jupiter montado a un avión Nieuport Nighthawk a manera de evaluación experimental. Permaneció en Irak, realizando bombardeos contra fuerzas tribales hostiles hasta noviembre de 1926, momento en el cual fue disuelta.
A principios de 1927 el escuadrón fue reformado, trasladándose a la ciudad de Tangmere, condado de Sussex, y se transformó en un escuadrón de defensa, equipado con aviones Armstrong Whitworth Siskin III. Posteriormente recibiría aviones Hawker Fury Mk.1 en febrero de 1932, obteniendo una importante reputación por sus acrobacias aéreas, el dar demostraciones de vuelo en todas partes del Reino Unido, y en el Encuentro Internacional de Aviación de Zúrich, en julio de 1937, donde su demostración impresionó, compitiendo con aviones alemanes como el Messerschmitt Bf 109 y el Dornier Do 17 que también se mostraron en dicho encuentro. En octubre de 1938, el escuadrón fue reequipado con aviones Hurricane Mk I.

## Segunda Guerra Mundial
A comienzos de la Segunda Guerra Mundial en septiembre de 1939, el escuadrón fue desplegado en Francia como la parte de la Fuerza Avanzada de Golpe de la RAF. En octubre sobrevoló sobre territorio enemigo por primera vez, y pronto obtuvo su primera victoria, derribando un Dornier Do 17, el 31 de octubre. Posteriormente, tendría éxitos durante la Guerra de broma, hasta que la batalla de Francia estalló en mayo de 1940. En una semana, fue bombardeada su base en Berry-au-Bac, en el noroeste de París. Una serie de retiradas siguió a estos sucesos, terminando cuando el escuadrón fue evacuado de Francia el 18 de junio, regresando a Tangmere el 23 de junio. (El libro autobiográfico Fighter Pilot, de Paul Richey, un piloto del escuadrón N.º 1 durante la batalla de Francia, es considerado como un clásico de la literatura bélica)
En agosto de 1940, la escuadra entró en la batalla de Inglaterra, hasta el 9 de septiembre, cuando la misma fue trasladada al 12.º Grupo de la RAF, y fue enviada a la base de la RAF en Wittering para reacondicionarse, descansar y recuperarse.
Retornó al 11.º Grupo de la RAF y fue empleado para barridos y escolta de bombarderos. En febrero, comenzó con operaciones llamadas "Rhubarb" (son barridos de baja altitud sobre territorio ocupado) y misiones de vuelo nocturno, por lo que fue equipado con aviones Hurricane IIA. El escuadrón realizó patrullas de intrusión nocturnas hasta julio de 1942, cuando fue re-equipado con el cazabombardero Hawker Typhoon y trasladado a la base de la RAF en Acklington, Northumberland, donde volvió a realizar operaciones diurnas.
En abril de 1944, utilizó aviones Spitfire IX, y en junio tuvo operaciones como patrulla anti-V1, derribando 39 de esos bombarderos alemanes. Posteriormente, ese año, vuelve a realizar operaciones de escolta de bombarderos aliados, con base en Haldegham. En la Operación Market Garden prestó tareas de apoyo: llevando tropas de paracaidistas a Holanda, y apoyando la contraofensiva aliada en las Ardenas. El escuadrón dejó caer bombas de 250 libras sobre en puntos claves, dirigido por radar, debido a condiciones meteorológicas adversas. En mayo de 1945, utilizando aviones Spitfire Mk. XXI, realizó operaciones de cobertura cubrir aterrizajes sobre las Islas Anglonormandas.

## Posguerra
En 1946, el escuadrón regresa a Tangmere y recibe su primer avión con motor a reacción (jet), el Gloster Meteor. En octubre de 1948 el mayor Robin Olds, de la Fuerza Aérea de los EE. UU., bajo el programa de intercambio de ambas fuerzas aéreas pilota este jet de combate, y más tarde se convertiría en comandante del escuadrón en la Base de RAF en Tangmere, el primer extranjero de no británico que comanda una unidad de la RAF. Por sus servicios en ese tiempo, fue condecorado con la Cruz de Vuelo Distinguido.
En 1956, durante la guerra del Sinaí, el escuadrón utilizó aviones Hawker Hunter F5, asentado en la base de la RAF de Akrotiri, Chipre. Fue desbandado el 23 de junio de 1958.
Sin embargo el 1 de julio de ese año, fue reformado y reenumerado como la 263.º Escuadrón de la RAF, con asentamiento en la base de la RAF de Stradishall. Posteriormente fue movilizado a la base de la RAF en Waterbeach donde utilizó aviones Hunter FGA 9, y donde efectuó operaciones de ataque aire-tierra como parte del 38.º Grupo de la RAF. El escuadrón continuó con esa tarea durante los siguientes 9 años, operando en las bases de Waterbeach y West Raynham. El teniente Alan Pollock del 1.º escuadrón, al mando de un Hawker Hurricane, voló en los festejos por el 50.º Aniversario de la creación de la RAF, realizando por propia iniciativa, maniobras no autorizadas, sobrevolando por debajo del Puente de la Torre, ante la mirada de los presentes, entre ellos el primer ministro Harold Wilson, lo que le valió como resultado una corte marcial, la desafectación de la fuerza y la reprobación pública para el piloto.

## El Harrier
Bajo el mando del líder de escuadrón Bryan Baker, el escuadrón se convirtió en el primer operador mundial en realizar aterrizajes con aviones V/STOL, con la llegada del Hawker Siddeley Harrier en 1969. Una destacamento del 1.º escuadrón fue desplegado hacia la flota británica durante la guerra de las Malvinas, operando desde el portaaviones HMS Hermes, efectuando misiones de ataque aire-tierra contra fuerzas argentinas. El 23 de noviembre de 1988 sustituyó la primera generación de Harriers, con la segunda generación de estos aviones, cuando la variante GR.5 de este avión fue declarada totalmente operacional el 2 de noviembre de ese año. Durante la guerra de Kosovo, el escuadrón tuvo más de 800 despegues como parte de las Fuerzas de Operación Aliadas de la OTAN.
El 28 de julio del 2000, deja la base de la RFA en Wittering para trasladarse a la base de la RAF en Cottesmore. Cottesmore se convertiría en la base principal de todos los escuadrones de la RAF con aviones Harrier operacionales - solo el 20.º Escuadrón (de reserva), más tarde vuelta a numerar como el 4.º (R) Escuadrón, fue la única unidad de conversión operacional de Harriers que permaneció en Wittering.
Un resultado de los planes de Defensa Estratégica y Revisión de Seguridad, realizados por el gobierno de coalición en 2010, se decidió dejar a los Harriers de la RAF fuera de servicio. Todas las unidades de Harriers, incluyendo el 1.º escuadrón, cesaron el 15 de diciembre de 2010, y por ello fue formalmente disuelto el 28 de enero de 2011.
El escuadrón fue reformado en 2012 y vuela Typhoon.

## Aviones utilizados
Año de incorporación
- Avro 504 −1915-1916
- B.E.8 – 1915-1916
- Morane Parasol – 1915-1916
- Nieuport 17 – 1916-1917
- Nieuport 27 – 1917-1918
- SE5a – 1918-1920
- Sopwith Snipe – 1920-1927
- Armstrong Whitworth Siskin III – 1927-1933
- Hawker Fury – 1933-1937
- Hawker Hurricane – 1937-1943
- Hawker Typhoon – 1943-1944
- Supermarine Spitfire – 1944-1950
- Gloster Meteor – 1950-1957
- Hawker Hunter – 1957-1970
- Hawker Siddeley Harrier – 1970-2011
- Eurofighter Typhoon - 2012-hoy

## Oficiales comandantes
Según Halley,
| Fecha de designación     | Nombre                                              |
| ------------------------ | --------------------------------------------------- |
| 13 de mayo de 1912       | Mayor Edward Maitland                               |
| 1 de mayo de 1914        | Mayor Charles Longcroft (MiD)                       |
| 28 de enero de 1915      | Mayor Geoffrey Salmond                              |
| 19 de agosto de 1915     | Mayor Philip Joubert de la Ferté                    |
| 24 de noviembre de 1915  | Mayor G F Pretyman, DSO                             |
| 24 de diciembre de 1916  | Mayor G C St P de Dombasle                          |
| 20 de junio de 1917      | Mayor A Barton-Adams (MiD)                          |
| 3 de agosto de 1918      | Mayor W E Young, DFC                                |
| 21 de enero de 1920      | Líder de Escuadrón O Andrews, DSO, MC y Bar         |
| 18 de septiembre de 1920 | Líder de Escuadrón J B Graham, MC, AFC              |
| 10 de noviembre de 1922  | Líder de Escuadrón G G A Williams                   |
| 8 de octubre de 1923     | Líder de Escuadrón E O Grenfell, MC, DFC, AFC       |
| 25 de mayo de 1924       | Líder de Escuadrón E D Atkinson, DFC, AFC           |
| 19 de abril de 1926      | Líder de Escuadrón C.N. Lowe                        |
| 11 de abril de 1927      | Líder de Escuadrón. E D Atkinson, MC, DFC, AFC      |
| 19 de marzo de 1928      | Líder de Escuadrón E O Grenfell, MC, DFC, AFC       |
| 27 de julio de 1931      | Líder de Escuadrón C B S Spackman, DFC & Bar        |
| 21 de noviembre de 1933  | Líder de Escuadrón R W Chappell, MC                 |
| 1 de octubre de 1934     | Líder de Escuadrón. C.W. Hill                       |
| 31 de enero de 1936      | Teniente de Vuelo Theodore McEvoy                   |
| 1 de diciembre de 1936   | Líder de Escuadrón C.W. Hill                        |
| 12 de abril de 1937      | Líder de Escuadrón F R D Swain, AFC                 |
| 15 de enero de 1938      | Líder de Escuadrón I A Bertram                      |
| 17 de abril de 1939      | Líder de Escuadrón P J H Halahan, DFC               |
| 24 de mayo de 1940       | Líder de Escuadrón D A Pemberton, DFC               |
| 10 de noviembre de 1940  | Líder de Escuadrón M H Brown, DFC                   |
| 23 de abril de 1941      | Líder de Escuadrón R E P Brooker, DFC               |
| 3 de noviembre de 1941   | Líder de Escuadrón James MacLachlan, DSO, DFC & Bar |
| 31 de julio de 1942      | Líder de Escuadrón R C Wilkinson, OBE, DFM & Bar    |
| 30 de mayo de 1943       | Líder de Escuadrón A Zweigbergh                     |
| 3 de abril de 1944       | Líder de Escuadrón Johnny Checketts, DSO, DFC       |
| 29 de abril de 1944      | Líder de Escuadrón H P Lardner-Burke, DFC & Bar     |
| 11 de enero de 1945      | Líder de Escuadrón D G S R Cox, DFC & Bar           |
| 21 de abril de 1945      | Líder de Escuadrón R S Nash, DFC                    |
| 9 de enero de 1946       | Líder de Escuadrón H R Allen, DFC                   |
| 26 de octubre de 1946    | Líder de Escuadrón C H MacFie, DFC                  |

| Fecha de designación     | Nombre                                        |
| ------------------------ | --------------------------------------------- |
| 7 de mayo de 1947        | Teniente de Vuelo N H D Ramsey                |
| 15 de julio de 1947      | Líder de Escuadrón T R Burne, DSO, DFC        |
| 4 de enero de 1949       | Mayor Robin Olds USAF                         |
| 1 de octubre de 1949     | Líder de Escuadrón T R Burne, DSO, DFC        |
| 10 de enero de 1950      | Mayor D F Smith USAF                          |
| 18 de agosto de 1950     | Líder de Escuadrón J L W Ellacombe, DFC & Bar |
| 21 de noviembre de 1952  | Líder de Escuadrón R B Morison, DFC           |
| 27 de julio de 1953      | Líder de Escuadrón D I Smith                  |
| 1 de diciembre de 1953   | Líder de Escuadrón F W Lister, DSO, DFC       |
| 1 de junio de 1955       | Teniente de Vuelo H Irving                    |
| 8 de agosto de 1956      | Líder de Escuadrón R S Kingsford              |
| 5 de julio de 1958       | Líder de Escuadrón L de Garis, AFC            |
| 1 de diciembre de 1958   | Líder de Escuadrón J J Phipps                 |
| 1 de enero de 1961       | Líder de Escuadrón P V Pledger                |
| 1 de enero de 1963       | Líder de Escuadrón F L Travers-Smith          |
| 28 de diciembre de 1964  | Líder de Escuadrón D C G Brook                |
| 1 de noviembre de 1966   | Líder de Escuadrón G. Jones                   |
| 20 de septiembre de 1968 | Líder de Escuadrón L A B Baker                |
| 10 de abril de 1969      | Comandante de Ala J A Mansell                 |
| 21 de mayo de 1969       | Líder de Escuadrón L A B Baker                |
| 4 de agosto de 1969      | Comandante de Ala D Allison                   |
| Octubre de 1969          | Líder de Escuadrón L A B Baker                |
| 1 de enero de 1970       | Comandante de Ala K W Hayr, AFC               |
| 6 de enero de 1972       | Comandante de Ala E J E Smith, OBE            |
| 3 de diciembre de 1973   | Comandante de Ala P P W Taylor, AFC           |
| 9 de julio de 1976       | Comandante de Ala J G Saye                    |
| 17 de julio de 1978      | Comandante de Ala R B Duckett, AFC            |
| 26 de marzo de 1981      | Comandante de Ala Peter Squire, DFC, AFC      |
| 23 de diciembre de 1983  | Comandante de Ala J D L Feesey, AFC           |
| 13 de junio de 1986      | Comandante de Ala Ian Michael Stewart         |
| 3 de octubre de 1988     | Comandante de Ala I R Harvey MBE, BSc         |
| 17 de mayo de 1991       | Comandante de Ala C C N Burwell, MBE          |
| 29 de abril de 1994      | Comandante de Ala David Walker, AFC, BSc      |
| 18 de mayo de 1996       | Comandante de Ala M A Leakey, BSc             |
| 26 de noviembre de 1997  | Líder de Escuadrón I Cameron                  |
| 9 de enero de 1998       | Comandante de Ala A Golledge, DSO, BSc        |
| 26 de octubre de 1999    | Comandante de Ala S M Bell, BSc               |